# Puerta de Boadilla (métro de Madrid)
Puerta de Boadilla est une station terminus de la ligne 3 du métro léger de Madrid. Elle est située avenue des Victimes du terrorisme, à Boadilla del Monte, dans la communauté de Madrid.

## Situation sur le réseau
Établie en surface, la station Puerta de Boadilla du métro léger de Madrid est située sur la ligne 3, dont elle constitue le terminus ouest, avant Infante Don Luís.

## Histoire
La station ouvre au public le 27 juillet 2007, à l'occasion de l'inauguration des deux lignes ouest du métro léger.